# F1 Racing
 (novembre 2023).
Si vous disposez d'ouvrages ou d'articles de référence ou si vous connaissez des sites web de qualité traitant du thème abordé ici, merci de compléter l'article en donnant les références utiles à sa vérifiabilité et en les liant à la section « Notes et références ».
F1 Racing est un magazine mensuel britannique spécialisé dans les courses de Formule 1 publié en anglais depuis 1996 au Royaume-Uni, et en français depuis 1999 en France. 
L'éditeur Matt Bishop écrit aussi des chroniques pour les colonnes sur le site web de l'hebdomadaire Autosport (publication du même groupe que F1 Racing). 
Matt Bishop est recruté par Ron Dennis et rejoint McLaren en 2008, après le spygate qui entacha l'image de l'écurie. 
Il est remplacé par le nouveau directeur exécutif Tim Scott.
En juillet 2005, F1 Racing a fêté son centième numéro. Il est publié dans plus de vingt pays, et prétend au titre de « magazine de Grand Prix le plus vendu ». Michael Schumacher  a fait la couverture à vingt reprises, plus qu'aucun autre pilote automobile, depuis mars 1996. En février 2001, un numéro « spécial Michael Schumacher » est publié.
L'édition française est réalisée à Clermont-Ferrand. Des personnalités de la Formule 1 comme Flavio Briatore ou Patrick Tambayy ont tenu une chronique. Une chronique sur les archives de l'agence photo LAT se tient depuis deux ans. Le magazine consacre régulièrement des articles sur les petites écuries.

## Éditions internationales
- Allemagne
- Australie
- Brésil
- Bulgarie
- Colombie
- Chine
- Corée du Sud
- Croatie
- Émirats arabes unis
- Espagne
- États-Unis
- France
- Grèce
- Hong Kong
- Hongrie
- Inde
- Indonésie
- Italie
- Japon
- Malaisie
- Mexique
- Pays-Bas
- Philippines
- Pologne
- République tchèque
- Roumanie
- Royaume-Uni
- Russie
- Suède
- Taïwan
- Turquie